# Татяна Захова
Татяна Захова (болг. Татяна Захова, нар. 29 січня 1972) — болгарська акторка. Займається озвучуванням фільмів болгарською мовою. Найвідомішими її роботами є озвучування фільмів "Відчайдушні домогосподарки", "Втеча з в'язниці", "Герої" і "1001 ніч".

## Життєпис
Дочка заступника міністра культури і колишнього директора "Театру Болгарської армії" Митко Тодорова. У 1990 році закінчила 125-е училище "Іван Пашов", пізніше перейменоване в "Проф. Боян Пенев". У 1995 році закінчила Національну академію театрального і кіномистецтва в класі проф. Єлени Баєвої.
Була одружена з актором Пламеном Заховим, у 1995 році народила дочку. У 2003 році чоловік помер, у 2013 році одружилась вдруге.

## Кар'єра та діяльність
З 1999 по 2005 рік викладала акторську майстерність у театральній академії, а з 2001 по 2006 роки в театральному коледжі "Любен Гройс". З 1998 року акторка в софійському театрі «Відродження», де виконала близько 30 ролей. Деякі з вистав, у яких вона бере участь: "Стела" за твором Гете режисера Миколи Полякова, "Не знаю вас більше" Альдо Де Бенедетті, реж. Роберт Янакієв, "Мишоловка" Агати Крісті, реж. Біна Харалампі'ва і "Бабусин торт" Василя Мірчовського, реж. Георгій Георгієв.
Захова також озвучує рекламні ролики, фільми і серіали. В дубляжі дебютувала у 1995 році з першої частини серіалу "Недоторканні" для телеканалу БНТ.
У 2009 році була номінована на кінопремію "Ікар" в номінації "Золотий голос" за дубляж у фільмі "Дівчинка на Алясці".
У 2010 році стала директоркою театру "Відродження" і займала цю посаду до 2013 року.